# شهرستان ضرب‌دار
ناحیهٔ ضرب‌دار (به ازبکی: Zarbdar District) یک ناحیه در ازبکستان است که در ولایت جیزک واقع شده‌است. ناحیه ضرب‌دار ۵۱۰ کیلومتر مربع مساحت و ۴۸٬۶۰۰ نفر جمعیت دارد.